# Mariä Himmelfahrt (Thannhausen)

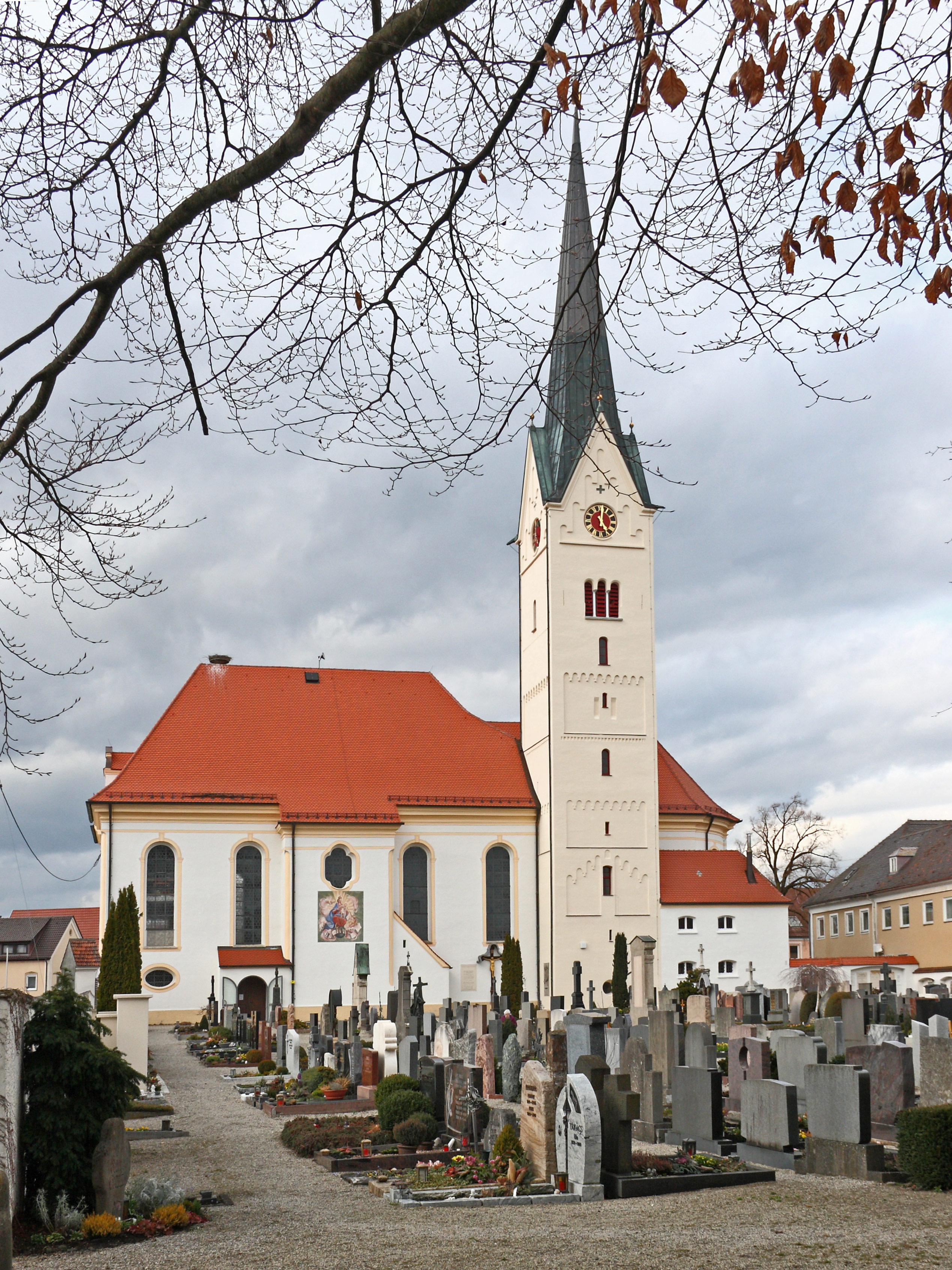
Mariä Himmelfahrt in Thannhausen

Die römisch-katholische Pfarrkirche Mariä Himmelfahrt steht in Thannhausen, einer Stadt im schwäbischen Landkreis Günzburg von Bayern. Das Bauwerk ist in der Liste der Baudenkmäler in Thannhausen als Baudenkmal unter der Nr. D-7-74-185-16 eingetragen. Die Pfarrei gehört zum Dekanat Günzburg des Bistums Augsburg.

## Beschreibung
Die barocke Saalkirche wurde 1740/41 errichtet. Sie besteht aus einem Langhaus, einem eingezogenen, halbrund geschlossenen Chor im Osten und dem Chorflankenturm an der Südwand des Chors, der im Kern vom Vorgängerbau aus dem 13./14. Jahrhundert stammt. Er wurde 1873 mit einem Geschoss, das den Glockenstuhl beherbergt, aufgestockt und zwischen den Giebeln, auf denen die Zifferblätter der Turmuhr angebracht sind, mit einem spitzen Helm bedeckt.
Der Innenraum des Langhauses ist mit einer Decke mit Hohlkehle überspannt, der des Chors mit einer Spiegelgewölbe auf einer Pendentifkuppel. Über dem Chorbogen befindet sich das Wappen des Domkapitel Augsburg. Ein ehemaliges Altarretabel, auf dem die Kreuzigung dargestellt ist, hat 1847 Liberat Hundertpfund gemalt. Die Altarretabel der Seitenaltäre hat 1817 Konrad Huber gestaltet. Die Orgel hat 1888 Balthasar Pröbstl gebaut.